# Tour du Boulevard
La tour du Boulevard est une tour située à Mussy-sur-Seine, en France.

## Localisation
La tour est située sur la commune de Mussy-sur-Seine, dans le département français de l'Aube.

## Historique
L'édifice est inscrit au titre des monuments historiques en 1984.